# Joseph Marius Alexis Aubin
Joseph Marius Alexis Aubin (ur. 18 lipca 1802, zm. 7 lipca 1891) – francuski historyk, filantrop, kolekcjoner starożytnych pism, manuskryptów. Jego imieniem został nazwany jeden z manuskryptów azteckich znany dziś jako Kodeks Aubin, który przywiózł do Francji i podarował Bibliotece Narodowej w Paryżu.